# Alantia
Alantia (アランティア LEGEND OF BLUE STAR?) è un videogioco pubblicato nel 1988 da Victor Interactive Software per PC-98.

## Trama
Ambientato nell'universo di Sword World, la protagonista è la principessa Erina che deve vendicare la morte dei suoi genitori ad opera del tiranno che ha preso il controllo del regno di Alantia.

## Modalità di gioco
Sparatutto a scorrimento in 2.5D, Alantia è simile a Space Harrier.